# Ischaemum flumineum
Ischaemum flumineum är en gräsart som beskrevs av Norman Loftus Bor. Ischaemum flumineum ingår i släktet Ischaemum och familjen gräs. Inga underarter finns listade i Catalogue of Life.